# Passiflora antioquiensis
Espèce
Classification APG III (2009)
Passiflora antioquiensis est une espèce de plantes à fleurs de la famille des Passifloraceae.
C'est une liane au feuillage persistant. Sa fleur rose rouge foncé est située à l'extrémité d'un très long pédoncule. Son fruit, appelé fruit de la passion (comme celui d'autres espèces de son genre), est assez gros et très long. La plante ne supporte pas bien le froid mais peut néanmoins survivre à des températures de -2 °C[réf. nécessaire].